# ☼
☼ est un symbole représentant le soleil.
Son caractère Unicode est 263C.